# Sophie Smith
Sophie Elizabeth McCabe Smith (Brisbane, 26 de fevereiro de 1986) é uma jogadora de polo aquático australiana, medalhista olímpica.

## Carreira
Smith fez parte da equipe da Austrália que conquistou a medalha de bronze nos Jogos Olímpicos de 2012, em Londres.